# Monarchy of Roses
Singles de Red Hot Chili Peppers
The Adventures of Rain Dance Maggie
(2011) Did I Let You Know
(2012)
Monarchy Of Roses est le deuxième single des Red Hot Chili Peppers. Il s'agit de la chanson d'ouverture de l'album I'm with You sorti le 18 juillet 2011 sous format numérique et le 22 juillet 2011 sous format physique. Comme la vidéo du single précédent The Adventures of Rain Dance Maggie, la vidéo de ce single fut tournée par Marc Klasfeld. Ce clip est un hommage à l'artiste plasticien contemporain américain Raymond Pettibon, et fut publié le 14 novembre 2011. Le single a été publié en quatre version différentes : au Japon (la version album), au Royaume-Uni (avec une version éditée et une version instrumentale de la chanson titre), dans le reste de l'Europe (en version standard, incluant le single en version album, et en version single, plus courte) et à Hong Kong (comme single promotionnel avec la version album et une pochette différente des autres).  